# Берешть-Мерія (комуна)
Берешть-Мерія, Берешті-Мерія (рум. Berești-Meria) — комуна у повіті Галац в Румунії. До складу комуни входять такі села (дані про населення за 2002 рік):
- Алдешть (404 особи)
- Балінтешть (1096 осіб)
- Берешть-Мерія (626 осіб)
- Ончу (58 осіб)
- Плеша (792 особи)
- Проденешть (162 особи)
- Пурікань (201 особа)
- Сесень (117 осіб)
- Слівна (828 осіб)
- Шипоте (102 особи)

Комуна розташована на відстані 231 км на північний схід від Бухареста, 74 км на північ від Галаца, 121 км на південь від Ясс.

## Населення
За даними перепису населення 2002 року у комуні проживали 4386 осіб.
Національний склад населення комуни:
| Національність | Кількість осіб | Відсоток |
| -------------- | -------------- | -------- |
| румуни         | 4362           | 99,5%    |
| цигани         | 19             | 0,4%     |
| німці          | 3              | 0,1%     |
| угорці         | 1              | < 0,1%   |

Рідною мовою назвали:
| Мова      | Кількість осіб | Відсоток |
| --------- | -------------- | -------- |
| румунська | 4381           | 99,9%    |
| німецька  | 4              | 0,1%     |
| угорська  | 1              | < 0,1%   |

Склад населення комуни за віросповіданням:
| Релігія       | Кількість осіб | Відсоток |
| ------------- | -------------- | -------- |
| православні   | 4384           | > 99,9%  |
| римо-католики | 1              | < 0,1%   |
| лютерани      | 1              | < 0,1%   |